# Den mand kunne jeg bare stole på
Den mand kunne jeg bare stole på er en film instrueret af Henrik Ruben Genz efter eget manuskript. Filmen havde premiere i 1990.

## Handling
Historien om en forbrydelse, fortalt af gerningsmanden.